# Mosteiro de La Rábida
O Mosteiro de Santa Maria de La Rábida  é um mosteiro franciscano do município de Palos de la Frontera, na província andaluza de Huelva (Espanha).
Erigido nos séculos XIV-XV, destacam-se pelo seu interesse artístico a igreja gótico-mudéjar, as estâncias decoradas com afrescos de Daniel Vázquez Díaz, o claustro e o museu, onde se conservam numerosos objetos comemorativos do Descobrimento da América e uma escultura da Virgem Maria, em estilo gótico do século XIII aproximadamente, realizada em alabastro.
O mosteiro tem 2.000 m² de extensão e é de planta irregular. Ao longo dos seus mais de quinhentos anos de história sofreu várias modificações, sobretudo a partir do terremoto de Lisboa de 1755. Em ele hospedou-se Cristóvão Colombo anos antes de partir para o Novo Mundo, quando ainda se encontrava preparando o seu projeto. Neste mosteiro encontra-se enterrado Martín Alonso Pinzón, que faleceu aos poucos dias do regresso da primeira viagem colombina. Assim mesmo, ao regresso de alguma das suas expedições de conquista, chegaram a este cenóbio Hernán Cortés, Gonzalo de Sandoval e Francisco Pizarro. Por estas razões faz parte destacada do itinerário histórico artístico conhecido como os "Lugares Colombinos".
O Mosteiro foi declarado Monumento Nacional em 1856. Mereceu ademais a declaração de Primeiro Monumento histórico dos Povos Hispânicos em 1949. A 28 de fevereiro de 1992 foi-lhe outorgada por parte da Junta de Andaluzia a "Medalha de Ouro de Andaluzia".
Este mosteiro manteve sempre fortes vínculos com os povos ibero-americanos, sendo reconhecida La Rábida como "lugar de encontro da Comunidade Ibero-Americana de Nações". na declaração da IX Cimeira Ibero-Americana em Havana.

## História

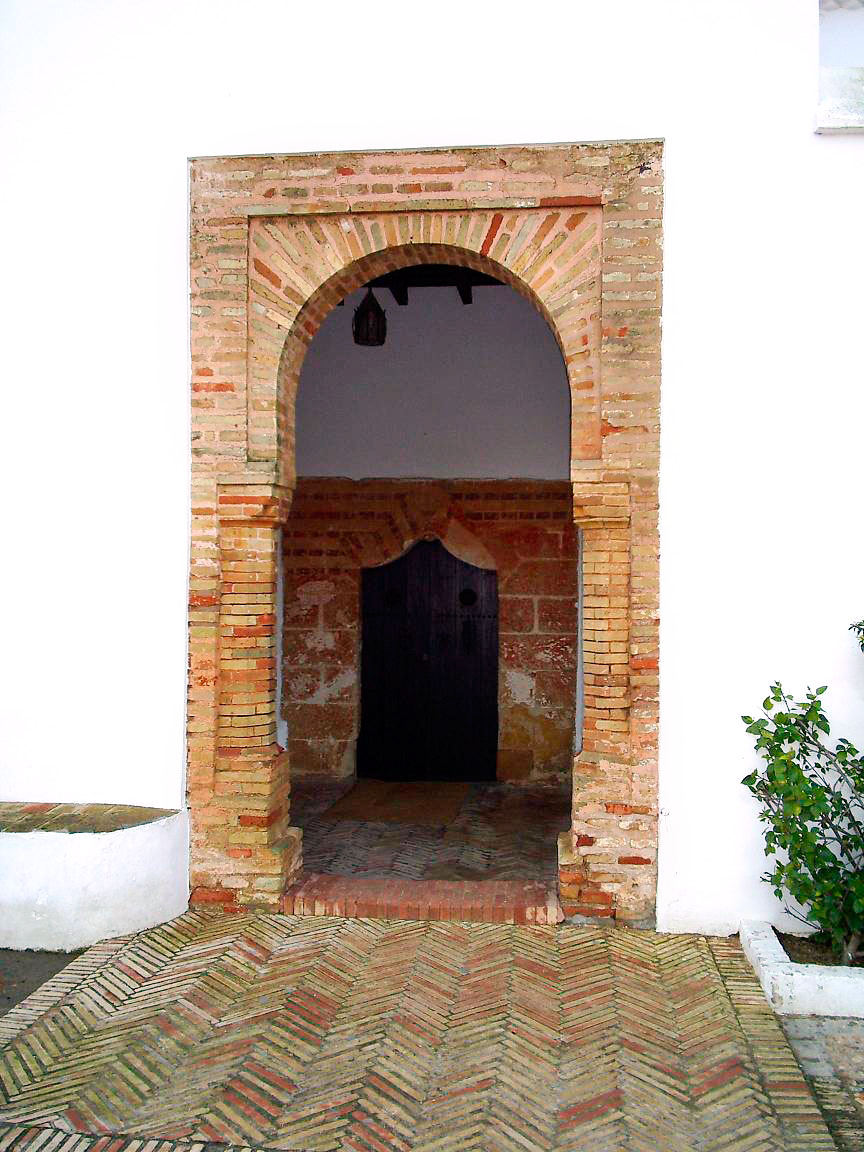
Porta por onde a tradição indica que passou Cristóvão Colombo. Seu arco de volta perfeita peralteado dá acesso a um pequeno saguão desde o qual se acede ao mosteiro através de uma porta gótica de silhar de pedra com um arco conopial.

### As origens: fundação, tradição e realidade
O mosteiro ergue-se sobre uma pequena colina, que domina a confluência dos rios Tinto e Odiel, conhecido desde faz muito tempo como Penha de Saturno.
Sobre as origens de "La Rábida" existe uma série de lendas recolhidas num antigo códice de frei Felipe de Santiago, nas quais lhe foi atribuída uma origem legendária. Segundo estas lendas, na época  dos fenícios teria existido um altar dedicado ao deus Baal (posteriormente equiparado com Hércules) e depois os romanos teriam eleito este mesmo lugar para venerar à deusa Proserpina. Os árabes ergueriam aqui um pequeno mosteiro com monges-cavaleiros similares aos das ordens cristãs. Este tipo de mosteiro muçulmano costumava estar na costa fronteiriça e tomava o nome de rábida (do árabe رباط ribat), donde lhe viria a denominação. Os ascetas muçulmanos aperfeiçoavam-se espiritualmente ao mesmo tempo que defendiam o lugar fronteiriço. No século XIII, após a conquista cristã, pertenceria já aos Cavaleiros Templários, sob a avocação de Nossa Senhora dos Milagres. Esta mesma tradição conta que o próprio São Francisco de Assis chegou a este lugar, junto com doze discípulos, para fundar um pequeno e humilde mosteiro franciscano.
O religioso frei Francisco de Gonzaga, historiador da ordem franciscana (século XVI), fixou a origem da fundação de La Rábida em 1261. Contudo, documentalmente, a carta fundacional do convento é uma bula do Antipapa Bento XIII, que data de 7 de dezembro de 1412, e que concede a frei Juan Rodríguez e os seus companheiros religiosos, moradores do eremitério de Santa Maria de La Rábida de 1403, a licença pontifício para se estabelecer em comunidade.
Dado o enclave que ocupava, o lugar foi desde o princípio um refúgio para se defenderem dos ataques freqüentes dos piratas que vagueavam pela costa. O papa Eugênio IV outorgou uma bula de indulgências para tudo aquele que ajudara neste sítio os viajantes precisados. Grande parte dos edifícios conventuais foram construídos naqueles anos (primeiros do século XV). Os nobres da comarca e os vizinhos do lugar ajudaram e colaboraram em grande parte.

### Descobrimento e evangelização da América
O mosteiro adquiriu importância na história a partir da chegada de Cristóvão Colombo, quem encontrou refúgio e atenção entre os freires de La Rábida.
Em 1485 Colombo chegou pela primeira vez a este cenóbio, e em ele hospedou-se e recebeu apóio para a sua empresa descobridora. Entre os religiosos deste convento encontrou ajuda, nos seus contatos com a coroa e com os marinhos da zona. Foram eles os que o puseram em contato com Martín Alonso Pinzón (co-descobridor da América), rico armador e líder natural da zona, graças ao qual conseguiu ajuda econômica e recrutar os homens necessários para a empresa.

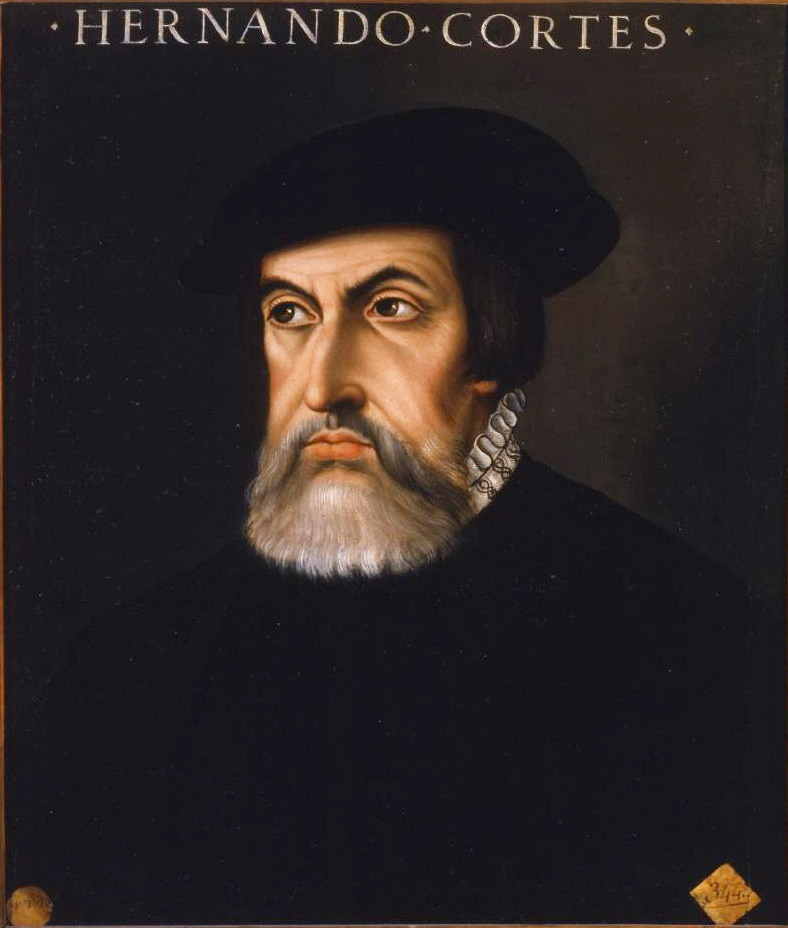
Hernán Cortés, conquistador espanhol, visitou La Rábida ao regresso da conquista de Nova Espanha.

Martín Alonso Pinzón encontra-se enterrado neste mosteiro. Chegou à sua vila natal, após a primeira viagem colombina, gravemente enfermo. Morreu aos quinze ou vinte dias da sua volta e foi enterrado na igreja do mosteiro de La Rábida, aos pés da Virgem dos Milagres e com hábito franciscano como sudário, segundo a sua vontade.
Em maio de 1528 arribou ao porto de Palos Hernán Cortés, após conseguir a conquista de Nova Espanha. Hospedou-se no mosteiro. Vinha acompanhado pelo seu amigo e companheiro Gonzalo de Sandoval, quem desembarcou gravemente enfermo, falecendo aos poucos dias numa pensão de Palos onde estava hospedado. Foi enterrado no mosteiro, perto do altar da Virgem dos Milagres. Poucos dias depois chegou Francisco Pizarro a Palos, dirigindo-se também ao convento, onde, à parte de receber ajuda espiritual, entrevistou-se com o seu parente Hernán Cortés.
Também serviu de inspiração a vida monástica e contemplativa deste cenóbio para os homens que foram a evangelizar as terras recém descobertas: frei Juan de Palos, frei Juan Izquierdo, e outros franciscanos e religiosos de Palos de la Frontera e as povoações vizinhas que tiveram especial relevância na "evangelização" da América.

### História contemporânea

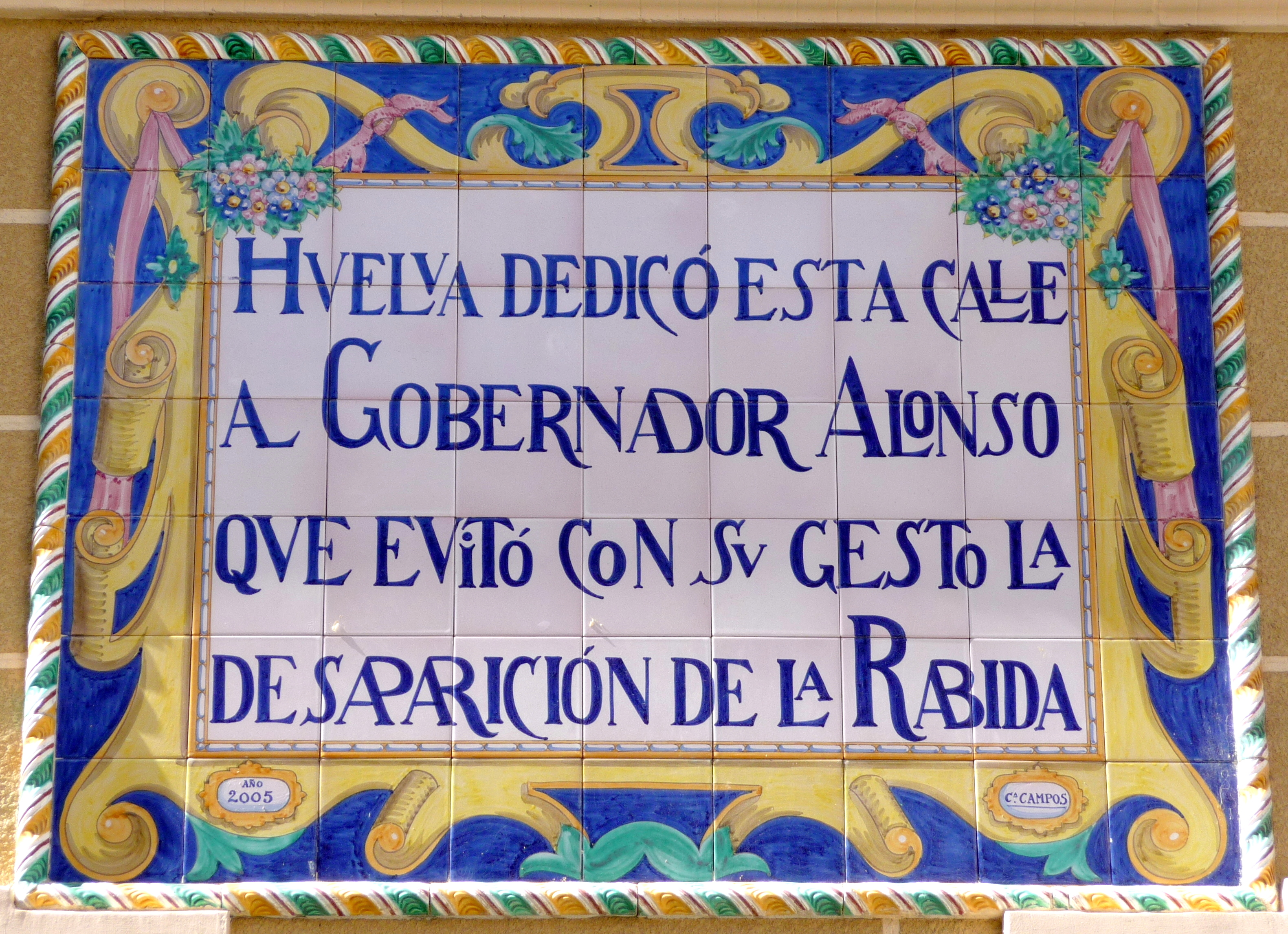
Painel de azulejos, homenagem da cidade de Huelva a Mariano Alonso-Castrillo y Bayón, governador civil em 1882 quando se realizou a última reforma do edifício.

Após Guerra da Independência Espanhola e da Desamortização de Mendizábal, o mosteiro ficou quase na ruína até que em 1855 levou-se a cabo uma restauração por iniciativa dos condes de Motpensier e da Deputação Provincial. Em 1882, o rei Afonso XII visitou o mosteiro e apoiou uma segunda iniciativa de reabilitação e melhora com o fim de comemorar, anos mais tarde, o IV Centenário do Descobrimento da América, cuja organização esteve a cargo do Governador Civil de Huelva, Mariano Alonso-Castrillo y Bayón, III Marquês de Casa Ximénez, do qual pode ver-se um retrato na Sala do Museu Colombino que alberga o mosteiro. Dirigiu as obras o arquiteto Ricardo Velázquez Bosco, respeitando o ambiente e o espírito do edifício original.
Já no século XX, o mosteiro é testemunha do voo do Plus Ultra. Os tripulantes de dita expedição hospedaram-se no mosteiro antes de iniciar o raid Palos de la Frontera-Buenos Aires, e a 22 de Janeiro de 1926, partiram do molhe da Calzadilla de Palos, erguendo-se o hidroavião frente ao convento. Ao regresso dos tripulantes, o rei Afonso XIII celebrou na Rábida os atos comemorativos pelo sucesso do voo.
A  3 de agosto de 1992 celebrou-se no interior do mosteiro um Conselho de Ministros do governo da Espanha, presidido pelo Rei da Espanha Juan Carlos I.
A 14 de junho de 1993, o Papa João Paulo II visitou o mosteiro por ocasião da coroação da imagem de N. Sra. dos Milagres.

## O edifício
O mosteiro encontra-se a sudoeste da zona urbana de Palos de la Frontera, muito perto do oceano Atlântico. Fica num pequeno cerro, perto donde o rio Tinto se une com o rio Odiel formando a ria de Huelva.
Tem uma superfície de 2.000 m², é de planta irregular e o seu conjunto externo é de estrutura medieval. A longo dos mais de cinco séculos de existência deste edifício foram-se incorporando diversos elementos novos, se bem que o conjunto arquitetônico conserva os aspetos mais importantes da sua construção original.

### Igreja

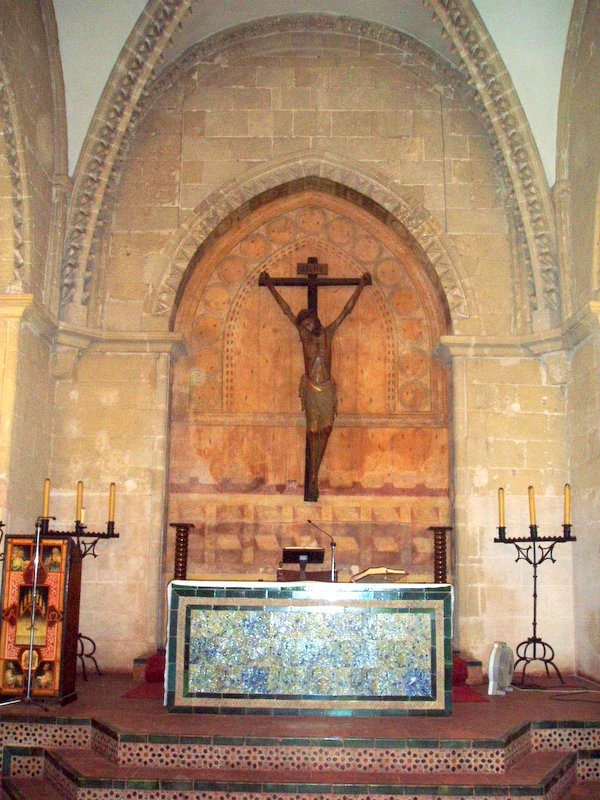
Presbitério da Igreja do Mosteiro de La Rábida.

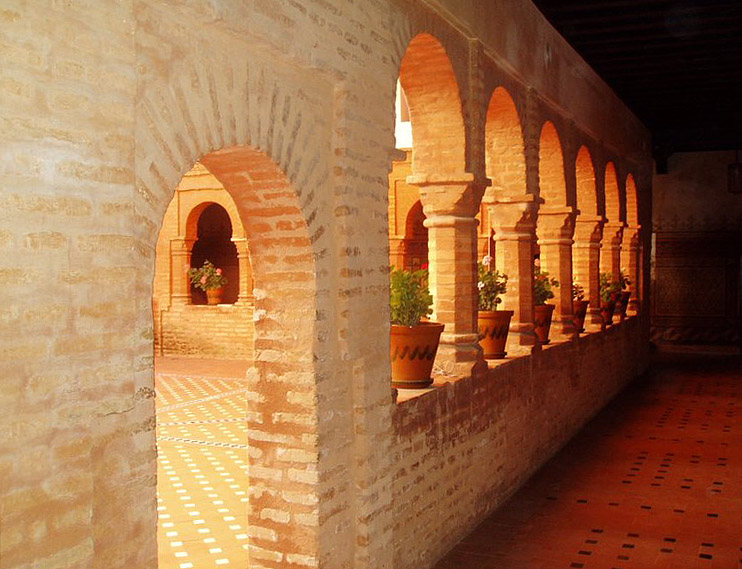
Claustro mudéjar.

Não se pode precisar com segurança a data da sua construção. O edifício está composto por três partes principais: a única nave principal, o presbitério/capela-mor e a capela de Santa Maria de La Rábida ou Nª Sª dos Milagres. Um dos elementos com maior antiguidade que se conservam é um arco que dá entrada para uma pequena capela. Podem-se ver alguns frescos originais. O teto está coberto por um artesoado em madeira policromada de influência mudéjar, do século XIX, realizado por Ricardo Velázquez Bosco, que eliminou a anterior abóbada de berço, construída no século XVIII. Sobre as paredes há dez quadros do pintor Juan de Dios Fernández, do século XVIII, com representações da vida de São Francisco. Presidindo o altar-mor está a escultura de Jesus crucificado, do século XV. No lado norte do presbitério há uma porta que comunica com a atual sacristia, que é de planta retangular, e é presidida por um Crucificado de Antonio León Ortega de 1962, o "Cristo da maior Dor". No muro sul há uma pequena capela dedicada à padroeira, a Virgem dos Milagres. A igreja está comunicada com o claustro da portaria por meio de uns arcos de clara influência almóada.

### Claustro mudéjar
De estilo mudéjar, data do século XV e é o conjunto do mosteiro que melhor conservou-se após o terremoto de Lisboa. No século XVII foi ampliado com outro andar construído com ameias para a defesa das invasões piratas. Nas suas quatro galerias baixas conservam-se pedaços da primitiva decoração mudéjar do século XV, pintados ao fresco, e que foram completados em restaurações posteriores ao sismo. No segundo andar há uma exposição permanente de maquetes a escala das três caravelas: Pinta, La Niña e a Santa Maria.
Nos laterais deste claustro encontram-se a Sala das Conferências e o refeitório histórico. O refeitório é uma sala retangular com um púlpito caiado para a leitura; nele encontra-se um crucificado em estilo românico, datado em princípios do século XIV, além de várias telas de épocas diversas.

### Sala capitular

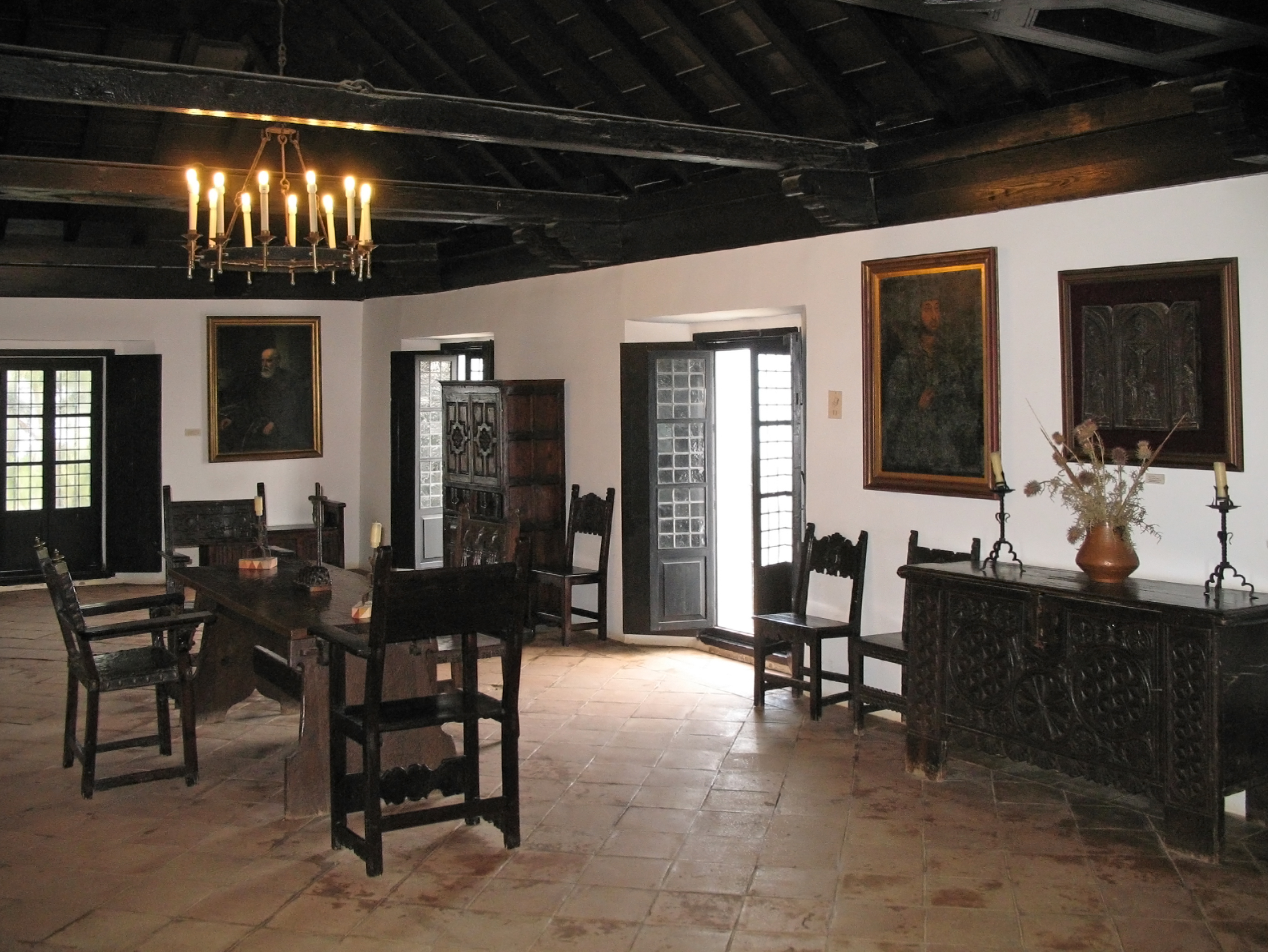
Sala Capitular.

É uma sala retangular e ampla de aspeto recolhido e simples. Popularmente tem o nome de "Cela do padre Marchena". Trata-se da cela maior do mosteiro; alguns colombinistas sustêm que nesta sala poderiam ter tido várias das conversações de La Rábida, tanto com frei Antônio de Marchena como com Martín Alonso Pinzón ou o físico de Palos Garcí Fernández. Reconstruiu-se no XVII. Tem um bom artesoado que data do século XVIII; assim mesmo completam a sala várias obras de arte ambientadas nas personagens históricos do descobrimento: Colombo, frei Antônio de Marchena, Martín Alonso Pinzón, Vicente Yáñez Pinzón, e outros. Em 1992, durante a Celebração do V Centenário do Descobrimento da América, foi utilizada como sede de um conselho de ministros presidido pelo rei Juan Carlos I.

### Outras dependências
- A biblioteca guarda documentos e objetos de valor histórico, como uma cópia do mapa de Juan de la Cosa, no qual aparece pela primeira vez a costa americana.
- Existe uma sala onde se exibem as bandeiras de cada um dos países americanos e uma arqueta que contém terra procedente de ditos países.[27]
- Em torno a um pequeno pátio enfeitado com numerosas plantas e flores, encontram-se umas salas decoradas com frescos em cores pastel, obra do pintor espanhol Daniel Vázquez Díaz, realizadas em 1930.[28] Os temas destas pinturas discorrem em torno à chegada de Colombo à Rábida, a sua expedição descobridora, a partida do porto de Palos e demais fatos históricos. O estilo das pinturas é de um incipiente cubismo recém aprendido pelo autor em Paris.

## Virgem dos Milagres ou Santa Maria de La Rábida

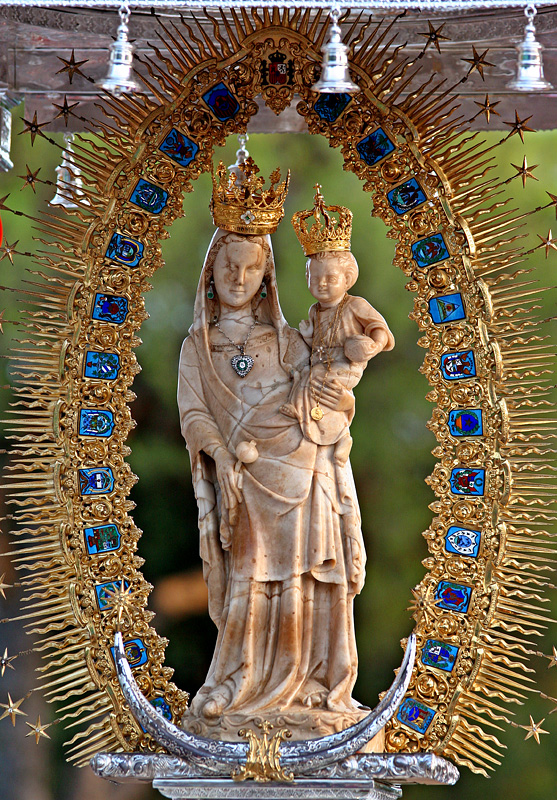
Nª Sª dos Milagres. Procissão em torno à paragem de La Rábida durante a sua romaria em agosto.

A Virgem dos Milagres ou Santa Maria de La Rábida, é a padroeira do mosteiro e de Palos de la Frontera. A imagem da Virgem é uma escultura de alabastro quando pequeno tamanho (uns 54 cm), datada no século XIV. É uma amostra do gótico-francês, concretamente do maneirista e elegante estilo normando, que imprime na figura uma singular curvatura, de maneira a que muda de aspeto segundo varie a perspectiva desde onde se contemple.
Segundo uma lenda sem base histórica, esta imagem foi trazida num das suas viagens por um marinheiro de Palos de la Frontera e depois, à chegada dos árabes, foi ocultada no fundo da Ria de Huelva. Mais tarde foi resgatada nas redes de uns pescadores, que a devolveram para a igreja do mosteiro.
Segundo documentos existentes na Igreja de São Jorge (Palos de la Frontera), numa restauração que se fez na imagem da Virgem no século XVIII, encontraram restos de sal e de limo marinho, como se estivesse submergida no mar.

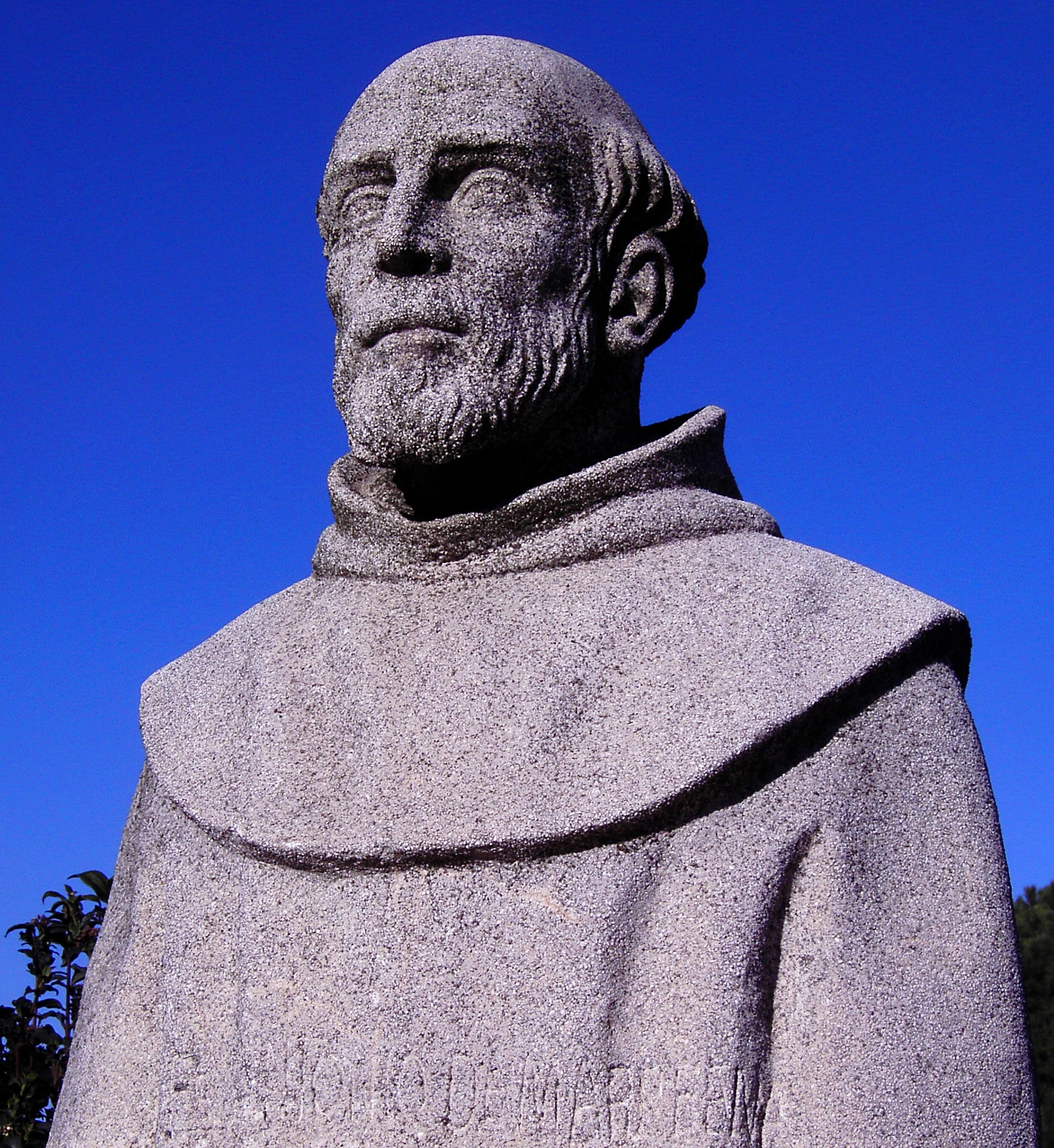
Frei Antonio de Marchena, freire franciscano, encontrava-se em 1484 em qualidade de custódio da ordem. Recebeu a Colombo na sua primeira visita ao mosteiro.

Em 1967 foi ratificado de jeito canônico o padroado que ostentava a Virgem dos Milagres sobre Palos de la Frontera.
A imagem da Virgem foi coroada pelo Papa João Paulo II a 14 de junho de 1993, sendo os Padrinhos da Coroação os Rei da Espanha, Juan Carlos I e Sofia, representados pela Infanta Cristina. Assim mesmo, recebeu o título de "Alcaidessa perpétua da cidade".
Cada ano, a 4 de agosto, é transladada para a Igreja de São Jorge, onde permanece durante o mês estival. A 15 de agosto, coincidindo com a festividade da Assunção da Virgem, realiza-se uma procissão na sua honra pelas ruas da localidade. E já o último fim-de-semana de agosto é transladada de novo à "Rábida", onde se realiza no contorno do mosteiro uma típica romaria andaluza

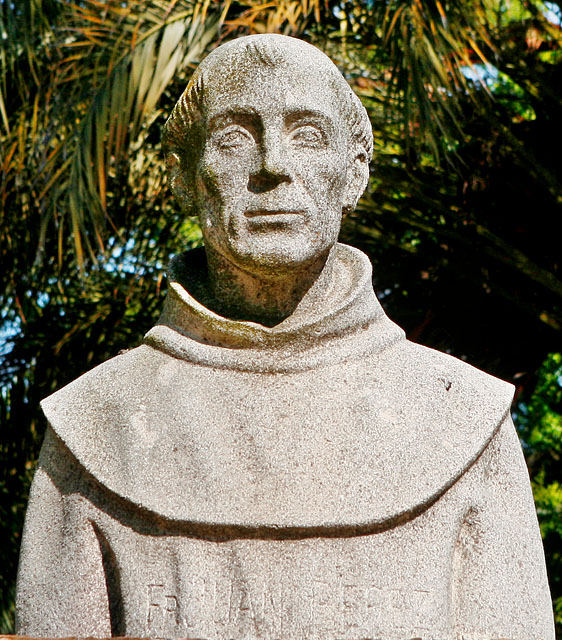
Frei Juan Pérez, freire franciscano de La Rábida que apoiou o projeto de Colombo frente da corte e o pôs em contato com os marinheiros locais.

## Entorno do mosteiro, "paragem de La Rábida"

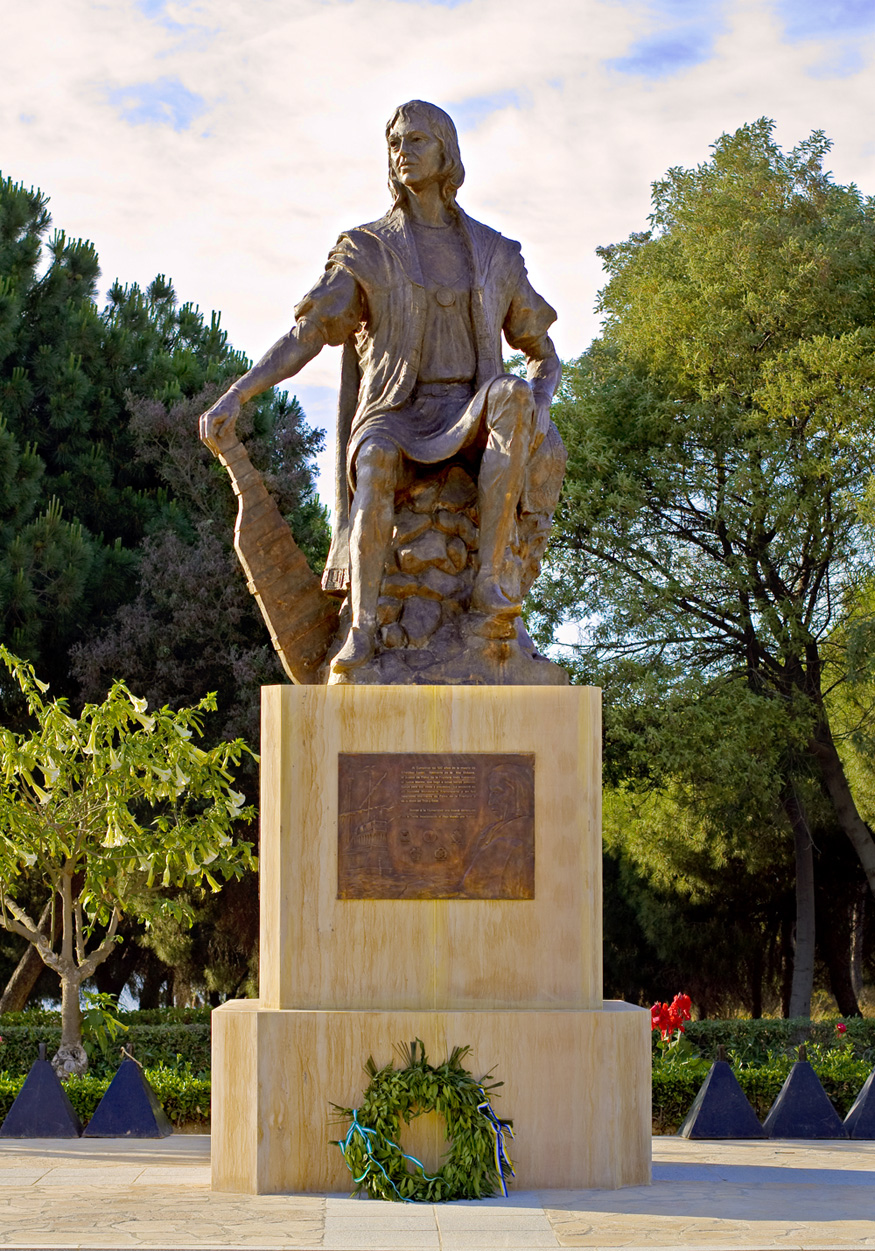
Monumento a Cristóvão Colombo inaugurado por ocasião do 500 aniversário do seu falecimento, situado nos jardins exteriores do mosteiro.

Frente à porta de entrada pode ver-se uma cruz de ferro e os bustos dos franciscanos frei Juan Pérez e frei Antônio de Marchena, ambos obra do escultor Antonio León Ortega.
Nos jardins do exterior do mosteiro encontra-se um monumento dedicado ao Almirante Cristóvão Colombo, que foi inaugurado por ocasião da celebração do 500 aniversário do seu falecimento.
Numa rotunda situada nos jardins encontra-se a Coluna dos Descobridores, obra que se levantou para comemorar o IV Centenário. É de pedra branca e está talhada com numerosas figuras e cenas sobre o tema do descobrimento e colonização americana.

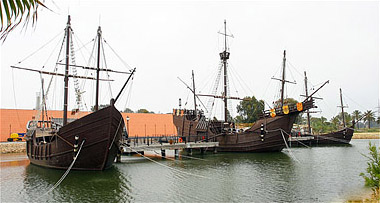
Réplica das caravelas no Molhe das Caravelas.

Por ocasião das celebrações do V Centenário do Descobrimento da América, realizaram-se no contorno do mosteiro notáveis melhoras, entre as que destaca a construção do Foro Ibero-Americano, obra dos arquitetos Álvarez Checa e Corbelo. Trata-se de um teatro ao ar livre, de semelhante construção a edifícios do mundo clássico greco-romano, com capacidade para 4000 espectadores e no que se realizam diversos atos tanto musicais como culturais. Também se realizou por ocasião de tal efemérides a construção do "Jardim Botânico José Celestino Mutis", uma paragem natural onde se pode observar a flora característica de Ibero-América.
Frente ao Foro Ibero-Americano foi construído o Molhe das Caravelas, que é um museu onde se encontram as reproduções das três caravelas La Niña, La Pinta e A Santa Maria, que foram construídas em 1992 para celebrar o V Centenário do descobrimento da América. O governo espanhol realizou uma reprodução das naves usadas por Cristóvão Colombo e o restante da expedição na viagem do descobrimento. Os três navios fizeram parte da Exposição Universal de Sevilha, bem como de numerosas exposições ao longo da Europa e América. De 1994 o Molhe das Caravelas  encontra-se aberto ao público, gozando de um notável aumento de visitantes ano depois. Assim, em 2007 foi alcançado o recorde de visitas, com uma cifra próxima aos 200.000 visitantes, que situava a média de visitas diárias em torno a 550 pessoas.